# ألكسندرا فوزنياك
ألكسندرا فوزنياك (بالإنجليزية: Aleksandra Wozniak) مواليد 7 سبتمبر 1987 في مونتريال، كيبك، كندا، هي لاعبة كرة مضرب كندية تلعب باليد اليمنى بدأت مسيرتها كمحترفة عام November 2005 وتحتل حالياً المرتبة رقم. 323 (أغسطس 26, 2013) في تصنيف رابطة محترفات كرة المضرب.

## نشأتها
هاجرت عائلة فوزنياك إلى كندا من بولندا في عام 1983 ، قبل ولادتها. لديها أخت شقيقة دوروتا التي تمارس لعبت أيضا التنس. بدأت ألكساندرا في لعب التنس في سن الثالثة. كانت مصدر إلهام لالتقاط مضرب من أختها ومونيكا سيليس، معبودها وهو يكبر، وكان يدربه والدها أنتوني. ألكسندرا تتحدث البولندية والإنجليزية والفرنسية بطلاقة. 

## وصلات خارجية
- ألكسندرا فوزنياك على موقع رابطة محترفات التنس (الإنجليزية)
- ألكسندرا فوزنياك على موقع الاتحاد الدولي لكرة المضرب (الإنجليزية)
- ألكسندرا فوزنياك على موقع كأس بيلي جين كينغ (الإنجليزية)
- ألكسندرا فوزنياك على موقع خلاصة التنس.كوم (الإنجليزية)
- ألكسندرا فوزنياك على موقع إي إس بي إن.كوم (الإنجليزية)
- ألكسندرا فوزنياك على موقع أوليمبيديا (الإنجليزية)
- ألكسندرا فوزنياك على موقع اللجنة الأولمبية الكندية (الإنجليزية)

- الموقع الإلكتروني